# Міріям Клара Коваль
м. Мі́ріям Кла́ра Кова́ль (хресне ім'я Вірджі́нія; англ. Miriam Claire Virginia Kowal; 10 квітня 1935, Оберн, штат Нью-Йорк, США — 16 вересня 2022, Медовбрук, штат Пенсільванія, США) — монахиня василіянка, педагогиня, Архимандриня сестер Чину святого Василія Великого (2007—2013).

## Життєпис
Вірджінія Коваль народилася 10 квітня 1935 року в м. Оберн (штата Нью-Йорк, США) в сім'ї Михайла Коваля та його дружини Юстини з дому Орисик. 18 листопада 1952 року вступила до Чину святого Василія Великого, у якому отримала подвійне чернече ім'я Міріям Клара. Перші обіти склала 28 серпня 1955 року, а вічні — 28 серпня 1958 року. Отримавши ступінь бакалавра мистецтв і ступінь магістра освіти в Університеті Дюкейна в Піттсбурзі, штат Пенсильванія, сестра кілька років викладала в Школі святого Юрія в Нью-Йорку.
З 1962 до 1985 року працювала в Менор Коледжі (Дженкінтаун, Пенсільванія): спочатку директоркою приймального відділу та реєстраторкою (1962—1972), потім виконувала обов'язки академічного декана (1972—1976), а в 1976—1985 роках була президентом коледжу. У період президентства започаткувала кілька нових ініціатив, щоб зробити коледж більш відомим і конкурентоспроможним серед інших вищих навчальних закладів Філадельфії. Працювала над збереженням й увічненням української культури, цінностей і традицій, і з цією метою разом з доктором Іваном Скальчуком, доктором Стефанією Пушкар і с. Дією Стасюк заснувала Центр української спадщини при Менор Коледжі.
У 1985 була обрана провінційною настоятелькою Провінції Христа Чоловіколюбця у США. Під час її десятирічного перебування на посаді протоігумені було збудовано каплицю Пресвятої Трійці та створено Центр Василіянської духовності. Відновила зв'язки з сестрами василіянками в Україні невдовзі після проголошення незалежності України в 1991 році. У 1995 році у Канаді сестра отримала сертифікат зі спеціальності східні християнські студії в Університеті Святого Павла в Оттаві. У 2007 році мати Міріям Клару Коваль було обрано Архимандринею (Генеральною настоятелькою) сестер Чину святого Василія Великого, вона виконувала це служіння до 2013 року. Подорожувала світом, особисто відвідуючи різні спільноти василіянок та зустрічаючись з сестрами. У 2013 році повернулася до своєї провінції у Фокс Чейз і виконувала служіння настоятельки матірнього дому.
Померла 16 вересня 2022 року в лікарні Найсвятішого Відкупителя в Медовбрук (штат Пенсільванія).